# Estela de los buitres
La Estela de los buitres es una serie de grabados conmemorativos de la victoria del rey Eannatum de Lagash sobre Umma, a finales del periodo Dinástico Arcaico. Su creación se sitúa hacia el 2450 a. C.
En esos tiempos, Umma y Lagash eran dos de las ciudades sumerias más poderosas. La rivalidad entre ambas ciudades-estado era evidente y los conflictos fueron constantes durante varias generaciones.
En la estela aparece el rey de Lagash, Eannatum, quien finalmente venció al rey de Umma, lo que habría puesto a Lagash en una posición hegemónica en Sumeria.
La estela debe su nombre a ciertos fragmentos en los que se puede ver cómo los soldados de Lagash desfilan en formación sobre un suelo plagado de cadáveres, a los que acuden los perros y los buitres.